# Kalinka Ensemble
Kalinka Ensemble is een in België gevestigde muziekgroep die bestaat uit vier zigeunermuzikanten. De violist en de cimbalomspeler (die behalve cimbalom ook gitaar speelt) zijn Hongaren, de accordeonist een Roemeen, de contrabassist een Belg.
Het repertoire van het ensemble bestaat uit Hongaarse, Roemeense en Russische zigeunermuziek, daarnaast spelen zij ook zigeunerjazz en stukken uit het klassieke vioolrepertoire. Zij brengen hun muziek vooral ten gehore op privéfeesten, maar spelen onder de alternatieve groepsnaam Tzigani ook concerten in culturele centra en op festivals. In 2019/2020 vierde het ensemble zijn dertigjarig bestaan met een jubileumtournee door België en Noord-Frankrijk.
De eerste cd, Jalousie uit 2002, werd opgenomen met de volgende bezetting:
- Zsolt Kallai: viool
- Frederik Caelen: accordeon
- Herman De Rycke: contrabas en zang
- Tcha Limberger: gitaar
- Sándor Ürmös: cimbalom

De officiële naam van de groep was toen nog Zigeunertrio Kalinka.
In 2010 verscheen de cd Budapest, met daarop uitsluitend zigeunermuziek. Daarom werd gekozen voor de alternatieve groepsnaam Tzigani. De Bulgaarse Emilia Kirova was gastzangeres op vier tracks, met onder meer muziek van Goran Bregović uit verschillende "zigeunerfilms" van Emir Kusturica. Budapest werd opgenomen met de volgende bezetting:
- Pal Szomora: viool
- Iulian Jantea: accordeon
- István Szomora: cimbalom
- Herman De Rycke: contrabas
- Emilia Kirova: zang
- Ernest Bangó: gitaar
- László Bódi: klarinet
- Lajos Sárközi jr.: viool
- László Molnár: altviool en contrabas
- Károly Szegfű: cello

In 2016 werd de kerst-cd Yule opgenomen onder de naam Kalinka Ensemble, met deze bezetting:
- Emilia Kirova: zang en viool
- Pal Szomora: viool en altviool
- Ernest Bangó: cimbalom en slaggitaar
- Herman De Rycke: contrabas en sleebellen
- Werner Meert: piano en keyboards
- Alain Van Zeveren: piano en keyboards
- Popy Basily: sologitaar
- Danny Martien: drums
- Stefaan De Rycke: viool
- Eva Ackerman: viool

## Discografie
- 2002: Jalousie
- 2010: Budapest
- 2016: Yule

## Referentie
- Beschrijving bij Muziekcentrum Vlaanderen